# دون بوسكو
يوحنا بوسكو (بالإيطالية: Giovanni Bosco) أو القديس يوحنا دون بوسكو، ويعرف فقط بدون بوسكو، هو قديس في الكنيسة الرومانية الكاثوليكية وقسيس إيطالي ومربي وكاتب من القرن التاسع عشر، كان رائداً بنشر الثقافة بين الفقراء ويشتهر خاصة لتأسيسه الرهبنة الساليزيانية. ولد بتاريخ 16 أغسطس عام 1815 في قرية قرب تورينو في ولاية بييمونتي شمال إيطاليا والتي كانت واقعة آنذاك في مملكة سردينيا، وتوفي بتاريخ 31 يناير عام 1888 في تورينو. أُعلن قديساً في الكنيسة الرومانية الكاثوليكية بتاريخ 1 أبريل من عام 1934.
نال بوسكو الرسامة الكهنوتية في تورينو عام 1841، وقام متأثراً بيوسف كافاسو (من قديسي الكنيسة الكاثوليكية) بالعمل في خدمة الأولاد والشبان الفقراء الذين قدموا للمدينة طلباً للعمل، فقدم لهم بوسكو التربية والتعليم إضافة للإرشاد الديني، وأنشأ من أجل ذلك مؤسسة كبيرة ضمت مدارس مختلفة وكنيسة. وكان له صيت جيد كواعظ شعبي. أسس في تورينو عام 1859 بمساعدة 22 مرافق له الرهبنة الساليزيانية والتي امتدت نشاطاتها حتى قبل وفاته بلدان أخرى كإنجلترا وفرنسا وإسبانيا ومناطق في أمريكا الجنوبية. وبمساعدة مريم ماتزاريللو (من قديسي الكنيسة الكاثوليكية) قام كذلك بتأسيس رهبانية بنات سيدة المعونة للإناث وهي تقوم بأعمال مشابهة لرهبانية الرجال.

## حياته
وُلد بوسكو مساء يوم 16 أغسطس 1815 في قرية بيكي بإيطاليا الواقعة على سفح التل. تقع بيكي في منطقة كانت تسمى كاستيلنيوفو داستي، والتي أعيدت تسميتها فيما بعد باسم كاستيلنيوفو دون بوسكو تكريماً للقديس. كان الابن الأصغر لفرانشيسكو بوسكو (1784-1817) ومارغريتا أوتشينا. كان لديه شقيقان أكبر منه، هما أنطونيو وجوزيبي (1813-1862). وُلد دون بوسكو في زمن النقص الشديد والمجاعة في ريف بيدمونت، بعد الدمار الذي سببته الحروب النابليونية والجفاف في عام 1817.
عندما كان عمره أكثر من عامين بقليل، توفي والده فرانشيسكو، الأمر الذي ترك مسؤولية الأولاد الثلاثة لأمه مارغريتا، التي لعبت دورًا قويًا في تكوين شخصية بوسكو، وكانت من أوائل الداعمين له.
في عام 1825، عندما كان في التاسعة من عمره، تشكّلت أولى أحلام بوسكو التي من شأنها أن تلعب دورًا مؤثرًا في نظرته وعمله. هذا الحلم الأول ترك انطباعًا عميقًا لديه لبقية حياته، وفقًا لمذكراته. يبدو أن بوسكو رأى عددًا كبيرًا من الأولاد الفقراء يلعبون ثم ظهر رجل بملابس نبيلة رجولية وقال له: عليك أن تكسب أصدقاءك هؤلاء ولكن ليس بالإكراه وإنما بالرفق واللطف، فابدأ الآن وأظهر لهم أن الخطيئة قبيحة وأن الفضيلة جميلة. 
بدأ بوسكو، عندما كان في العاشرة من عمره يراقب مواقف وتصرفات زملائه، وفي كل خصام كان هو الحكم. كان الأولاد الأكبر سناً يخافون منه لأنه يعرف نقاط قوتهم ونقاط ضعفهم.
عندما قدّم فنانون مسافرون عروضهم في وليمة محلية في التلال المجاورة، شاهد ودرس حيل المشعوذين وأسرار البهلوانيين. بعد ذلك، كان يعرض مهاراته كمشعوذ وساحر وبهلواني مع الصلاة قبل وبعد الأداء. المال الذي احتاجه لإعداد هذه العروض كان من بيع الطيور التي اصطادها وأعطته له والدته لأنها تثق به.
قضى سنواته الأولى كراعي، وتلقى تعليماته الأولى من كاهن الرعية. يُعتقد أن تجارب طفولته ألهمته ليصبح كاهنًا. مهنة الكاهن في ذلك الوقت كانت مهنة للطبقات المتميزة أكثر من كونها مهنة للمزارعين. تُصوّر سيرته الذاتية شقيقه الأكبر، أنطونيو، على أنه العقبة الرئيسية أمام طموح بوسكو في الدراسة، إذ احتجّ أنطونيو بقوله: كان مجرد مزارع مثلنا!.
في صباح يوم بارد في فبراير عام 1827، غادر بوسكو منزله وذهب للبحث عن عمل كخادم مزرعة. في سن الثانية عشرة، وجد الحياة في المنزل لا تطاق بسبب الخلافات المستمرة مع أنطونيو. قد يكون الاضطرار إلى مواجهة الحياة بمفرده في مثل هذه السن المبكرة قد طور تعاطفه لاحقًا لمساعدة الأولاد الوحيدين. بعد أن توسل للعمل دون جدوى، انتهى به المطاف في مزرعة نبيذ في لويس موغليا. على الرغم من أنه كان بإمكانه متابعة بعض الدراسات بنفسه، إلا أنه لم يتمكن من الذهاب إلى المدرسة لمدة عامين آخرين. في عام 1830، التقى جوزيف كافاسو، وهو قس شاب اكتشف بعض مواهبه ودعم تعليمه الأول. تمكنت والدة بوسكو، مارغريتا، من كسب ما يكفي من المال لتمويل تعليمه. في عام 1835، دخل بوسكو الكلية الكهنوتية في تشيري، بجوار كنيسة إيماكولاتا كونسيزيوني. في عام 1841، بعد ست سنوات من الدراسة، أُدخل إلى جماعة الكهنوت عبر احتفالية خاصة عشية يوم الأحد الثالوث على يد رئيس أساقفة تورين فرانزوني. كان يبلغ من العمر ستة وعشرين عامًا.

### مرحلة البلوغ
كان عدد سكان تورين 117000 نسمة، عكست المدينة في ذلك الوقت آثار التحضر. عاش العديد من العائلات في الأحياء الفقيرة بالمدينة وقد قدموا من الريف بحثًا عن حياة أفضل. أثناء زيارته للسجون، انزعج دون بوسكو لرؤية الكثير من الأولاد المتراوحة أعمارهم بين 12 و18 عامًا. كان مصممًا على إيجاد وسيلة لمنعهم من الوصول إلى هذا المكان.

## وصلات خارجية
- الموسوعة البريطانية Saint John Bosco
- سالزيان الشرق الأوسط
- دون بوسكو على موقع الموسوعة البريطانية (الإنجليزية)